# 부엘베 아 미
《부엘베 아 미》(스페인어: Vuelve a Mí)은 2023년 방영된 미국의 텔레노벨라이다.